# Vadillo de la Sierra
Vadillo de la Sierra község Spanyolországban, Ávila tartományban. Vadillo de la Sierra Cabezas del Villar, Villanueva del Campillo, Hurtumpascual, San Juan del Olmo, Muñana, Poveda, Amavida és Villatoro községekkel határos. Lakosainak száma 51 fő (2024).

## Népesség
A település népessége az utóbbi években az alábbiak szerint változott:
| Lakosok száma | 148  | 123  | 113  | 93   | 89   | 72   | 63   | 60   | 58   | 51   |
|               | 2001 | 2004 | 2006 | 2009 | 2011 | 2014 | 2016 | 2019 | 2021 | 2024 |